# Crassier
Crassier (toponimo francese) è un comune svizzero di 1 201 abitanti del Canton Vaud, nel distretto di Nyon.

## Monumenti e luoghi d'interesse

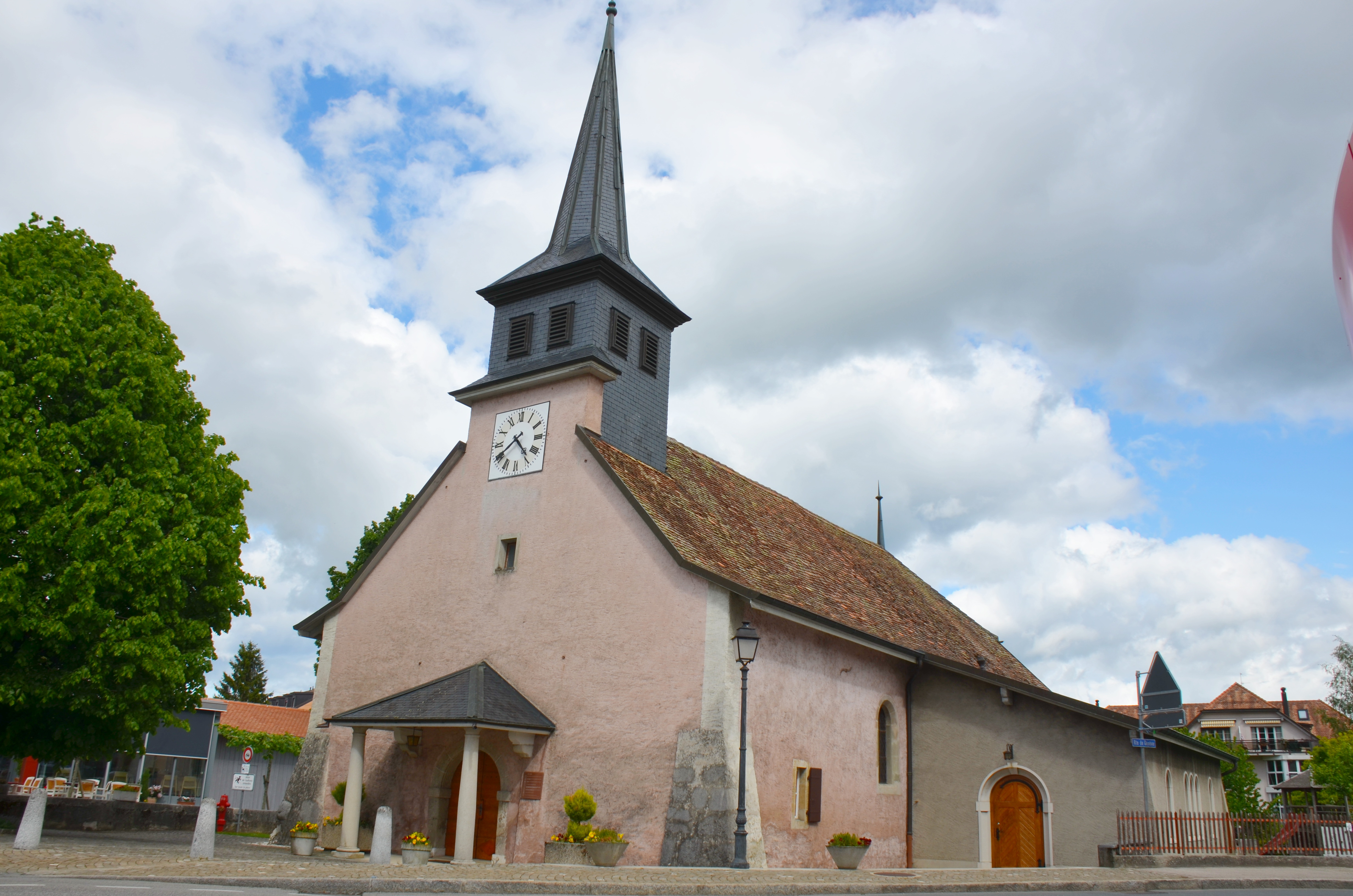
La chiesa di Santa Maria Maddalena

- Chiesa riformata di Santa Maria Maddalena, ricostruita nel 1664-1665[1].

## Società

### Evoluzione demografica
L'evoluzione demografica è riportata nella seguente tabella:
Abitanti censiti

## Infrastrutture e trasporti

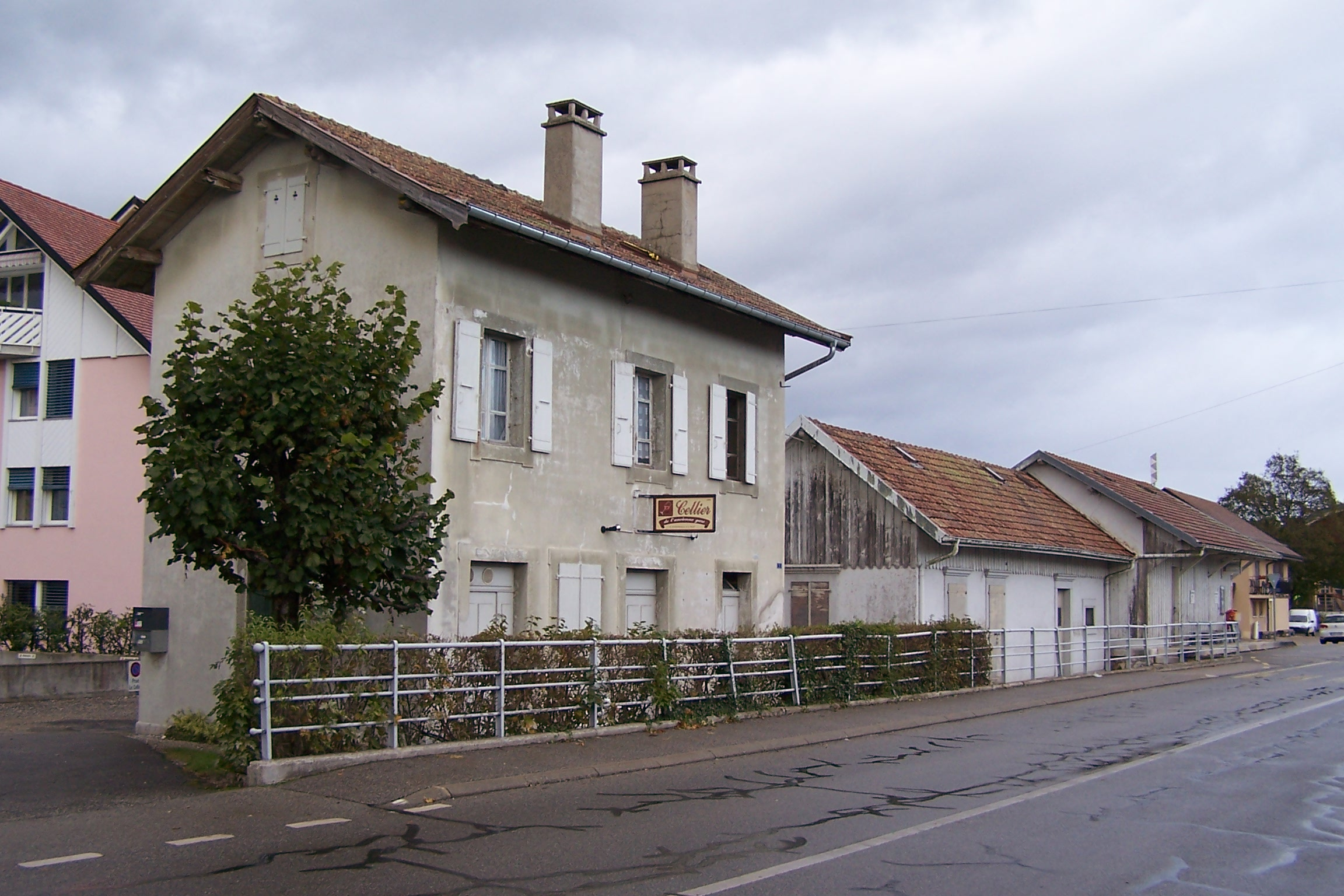
La stazione di Crassier

Crassier è servito dall'omonima stazione sulla ferrovia Nyon-Divonne.

## Amministrazione
Ogni famiglia originaria del luogo fa parte del cosiddetto comune patriziale e ha la responsabilità della manutenzione di ogni bene ricadente all'interno dei confini del comune.